# Ornithogalum xanthochlorum
Ornithogalum xanthochlorum är en sparrisväxtart som beskrevs av John Gilbert Baker. Ornithogalum xanthochlorum ingår i släktet stjärnlökar, och familjen sparrisväxter. Inga underarter finns listade i Catalogue of Life.